# OsiriX
OsiriX（オザイリクス）は、DICOM 画像を参照することに特化したオープンソースの下で開発が行われていた macOSおよびiOSで動作する画像処理ソフトウェアである。英語版および、オランダ語、スペイン語、日本語、フランス語、ドイツ語、中国語をサポートした多言語版がある。
開発は、OsiriX財団のOsiriXプロジェクトにより行われていたが現在では、Pixmeo社で開発されている。Ver5.8まではGPLの下でソースコードが公開および配布されていた、かつては代表的なオープンソースソフトウェアの一つであった。
2004年12月に開催された世界最大の放射線医学学会である北米放射線学会(RSNA、en）において、医学の発展に多大な貢献をしたとしてソフトウェアでは初となるCum Laude賞を受賞した。

## 特徴
OsiriXは医療機器から出力されるDICOM規格に準拠した画像に対して、2次元画像に対する画像処理や、MIP法やMPR法を用いて構築した3次元画像に対する画像処理、Visualization Toolkit (VTK) を用いたボリュームレンダリングやサーフェイスレンダリングなどの機能を備えている。
OsiriXはDICOM形式のファイルの他にも、 TIFFやJPEG、PDFなどといった画像ファイルや、AVIやMPEG、QuickTimeなどといった動画ファイルの参照に用いることもできる。
OsiriXはmacOSに深く依存しており、Appleが提唱する最新技術への対応も同社との連携により、ほぼ技術公開と同時に対応が行われている。このためOsiriXでは、Grand Central Dispatchを用いたマルチスレッド化によるマルチコアCPUへの対応、Xgridを用いたグリッドコンピューティング、Quartzを用いた高品質なベクトル画像による図形やアノテーション表示、OpenGL最新規格への対応によるラスター画像表示の高速化、OpenCLによる画像処理演算の高速化、最新のQuickTimeを用いた3次元画像の高速な動画出力機能などに対応している。
OsiriXではその他にも機能拡張としてプラグインを作成できるようになっている。
OsiriX 2からはPACSと呼ばれる画像サーバとしての機能を備えており、画像管理ソフトウェアとしても利用できる。PACS画像サーバ機能ではアカウントよるアクセス制御が行える。なお、PACSとしての機能は以前は別パッケージとして用意されていたが、現在はOsiriX本体に取り込まれ、設定一つで利用可能となる。また、このOsiriXのPACS画像サーバ機能では、バックエンドのデータベースエンジンにSQLiteを用いている関係で、検査件数が数万件程度であれば十分対応可能である。検査件数が数十万〜数百万件という大規模な運用には向かない。
OsiriX MD Ver.12.0より、macOS 11 Big SurおよびApple Siliconに対応。

### 日本語解説アプリ (iPhone App)
- OsiriX Navigator